# Гамма-активаційний аналіз
Га́мма-активаці́йний ана́ліз — метод кількісного аналізу елементного складу речовини за оцінкою індукованої радіоактивності, що виникає внаслідок збудження атомних ядер при опроміненні зразка гамма-променями.
За характером радіоактивності ізотопів (типом розпаду, енергією випромінювання) судять про якісний склад гірських порід, а за інтенсивністю випромінювання — про кількісний.
Для контролю якості мінеральної сировини і продуктів її переробки використовується діапазон енергій гамма-квантів 5—20 МеВ. Їх отримують за допомогою малопотужних прискорювачів електронів — мікротрона, бетатрона або лінійного прискорювача.
Гамма-активаційний аналіз застосовується для виявлення С, O, Na, Mg, Si, Ca, Ti, Fe, Mn, Zn, Zr, Ge, Se, Sr, Ag, Cd, Er, Lu, Hf, lr, Au та інших елементів у геологічних зразках.